# Andrés Sebastián Romero Fernández
Andrés Sebastián Romero Fernández (Montevideo, 8 giugno 1998) è un calciatore uruguaiano, difensore dell'Albion.

## Biografia
È fratello di Santiago Romero, a sua volta calciatore professionista.

## Carriera
Romero è cresciuto nel settore giovanile del Nacional dove ha giocato fino al 2020 fatta eccezione per una parentesi in Spagna nella stagione 2017-2018 al Peralada.
Rimasto svincolato, nel 2020 ha firmato con il Sud América in Segunda División e nei due anni successivi ha giocato in Primera con Progreso e Cerro Largo.
Nel gennaio del 2023 si è trasferito in Perù all'Academia Cantolao ma dopo soli sei mesi in cui non ha giocato alcun incontro ha fatto rientro in patria all'Uruguay Montevideo. Nel 2024 ha firmato con il Cerro.

## Statistiche

### Presenze e reti nei club
Statistiche aggiornate al 21 maggio 2024.
| Stagione        | Squadra            | Campionato      | Campionato | Campionato | Coppe nazionali | Coppe nazionali | Coppe nazionali | Coppe continentali | Coppe continentali | Coppe continentali | Altre coppe | Altre coppe | Altre coppe | Totale | Totale | Totale |
| Stagione        | Squadra            | Comp            | Pres       | Reti       | Comp            | Pres            | Reti            | Comp               | Pres               | Reti               | Comp        | Pres        | Reti        | Pres   | Reti   |        |
| --------------- | ------------------ | --------------- | ---------- | ---------- | --------------- | --------------- | --------------- | ------------------ | ------------------ | ------------------ | ----------- | ----------- | ----------- | ------ | ------ | ------ |
| 2017-2018       | Peralada           | SDB             | 32         | 0          |                 | -               | -               |                    | -                  | -                  |             | -           | -           | 32     | 0      |        |
| 2020            | Sud América        | SD              | 24         | 2          |                 | -               | -               |                    | -                  | -                  |             | -           | -           | 24     | 2      |        |
| 2021            | Progreso           | PD              | 23         | 0          |                 | -               | -               |                    | -                  | -                  |             | -           | -           | 23     | 0      |        |
| 2022            | Cerro Largo        | PD              | 29         | 0          | CU              | 0               | 0               | CS                 | 0                  | 0                  |             | -           | -           | 29     | 0      |        |
| 2023            | Academia Cantolao  | L1              | 0          | 0          | CP              | 0               | 0               |                    | -                  | -                  |             | -           | -           | 0      | 0      |        |
| 2023            | Uruguay Montevideo | SD              | 23         | 1          | CU              | 0               | 0               |                    | -                  | -                  |             | -           | -           | 23     | 1      |        |
| 2024            | Cerro              | PD              | 3          | 0          | CU              | 2               | 0               |                    | -                  | -                  |             | -           | -           | 5      | 0      |        |
| Totale carriera | Totale carriera    | Totale carriera | 134        | 3          |                 | 2               | 0               |                    | 0                  | 0                  |             | -           | -           | 136    | 3      |        |